# Bàrad-dûr
Bàrad-dûr ("Torre Fosca" en sindarin), coneguda també com a Lugburz en llengua negra (amb el mateix significat) és la fortalesa del senyor fosc Sàuron al món fantàstic de J.R.R. Tolkien. Des del capdamunt de la seva torre més alta l'Ull de Sàuron vigilava Mórdor i tota la Terra Mitjana.
Va ser construïda durant la Segona Edat per Sàuron, amb el poder de l'Anell Únic. La construcció va trigar sis-cents anys, i va ser la fortalesa més gran de la Terra Mitjana des de la caiguda d'Àngband.
A la fi de la Segona Edat, Bàrad-dûr va ser assetjada durant set anys per l'Última Aliança d'Elfs i Homes. Amb la derrota de Sàuron, Bàrad-dûr va ser arrasada, però no se'n van poder destruir els fonaments perquè l'Anell amb què s'havien construït no fou eliminat. Per això, quan Sàuron va poder tornar a Mórdor milers d'anys després va poder reconstruir la fortalesa ràpidament.
Tolkien no ofereix cap descripció detallada de Bàrad-dûr. Era tan gran que gairebé semblava irreal, i sovint es percep com a fosca i envoltada d'ombra. Des d'Àmon Hen, Frodo Saquet la veu com "murada rere murada, merlet rere merlet, negra, incommensurablement forta, muntanya de ferro, porta d'acer, torre inexpugnable".